# Фаллах, Аббас
Абба́с Фалла́х (перс. عباس فلاح‎; род. 3 сентября 1976) — иранский дзюдоист средней и полутяжёлой весовых категорий, выступал за сборную Ирана почти на всём протяжении 2000-х годов. Участник летних Олимпийских игр в Афинах, обладатель бронзовой медали Азиатских игр, четырежды бронзовый призёр чемпионатов Азии, победитель многих турниров национального и международного значения.

## Биография
Аббас Фаллах родился 3 сентября 1976 года. Впервые заявил о себе в сезоне 2000 года, в среднем весе дебютировал на этапе Кубка мира в Будапеште и занял седьмое место на чемпионате Азии в японской Осаке.
Первого серьёзного успеха на взрослом международном уровне добился в 2001 году, когда попал в основной состав иранской национальной сборной и побывал на азиатском первенстве в Улан-Баторе, откуда привёз две награды бронзового достоинства, выигранные в полутяжёлой и абсолютной весовых категориях. При этом на мировом первенстве в Мюнхене попасть в число призёров не смог, остановившись на стадии 1/8 финала. Год спустя завоевал бронзовую медаль на Азиатских играх в Пусане и одержал победу на студенческом чемпионате мира в сербском Нови-Саде. Ещё через год был пятым на чемпионате Азии в корейском Чеджу и дошёл до 1/16 финала на чемпионате мира в Осаке.
В 2004 году на чемпионате Азии в Алма-Ате Фаллах добавил в послужной список две бронзовые медали, выигранные в средней и абсолютной весовых категориях. Также стал третьим на студенческом чемпионате мира в Москве, поучаствовал в зачёте Суперкубков мира в Париже и Гамбурге. Благодаря череде удачных выступлений удостоился права защищать честь страны на летних Олимпийских играх 2004 года в Афинах, однако уже в стартовом поединке среднего веса уступил с иппоном канадцу Киту Моргану, чемпиону Панамериканских игр 1995 года, и тем самым лишился всяких шансов на попадание в число призёров.
После афинской Олимпиады Аббас Фаллах ещё в течение некоторого времени оставался в основном составе дзюдоистской команды Ирана и продолжал принимать участие в крупнейших международных регатах. Так, в 2005 году в полутяжёлом весе он занял пятое место на мировом первенстве в Каире — на стадии 1/16 финала проиграл представителю Белоруссии Юрию Рыбаку. В следующем году одержал победу на открытом турнире в Сараево и боролся на Азиатских играх в Дохе, где в поединке за третье место потерпел поражение от казаха Асхата Житкеева. Последний раз показал сколько-нибудь значимый результат на международной арене в сезоне 2007 года, когда на чемпионате Азии в Кувейте дошёл до полуфинала и был близок к получению бронзовой медали, оказавшись в итоге на пятом месте. Вскоре по окончании этих соревнований принял решение завершить карьеру профессионального спортсмена.